# Кошицка Бела
Кошицка Бела (слч. Košická Belá) насељено је мјесто са административним статусом сеоске општине (слч. obec) у округу Кошице-околина, у Кошичком крају, Словачка Република.

## Становништво
| Година:    | 1994. | 2004.   | 2014.   | 2024.   |
| ---------- | ----- | ------- | ------- | ------- |
| Број људи: | 965   | 962     | 996     | 1006    |
| Разлика:   |       | -0,31 % | +3,53 % | +1,00 % |

| Година:    | 2023. | 2024.   |
| ---------- | ----- | ------- |
| Број људи: | 994   | 1006    |
| Разлика:   |       | +1,20 % |

Према подацима о броју становника из 2024. године насеље је имало 1006 становника.